# カデシュの戦い
カデシュの戦い（カデシュのたたかい、英語:Qadesh battle）は、紀元前1286年頃にシリアのオロンテス川一帯で起きた、古代エジプト（エジプト新王国）とヒッタイトの戦いである。史上初の公式な軍事記録に残された戦争であり、成文化された平和条約が取り交わされた史上初となる戦いであるともいわれている。

## 戦いの経過

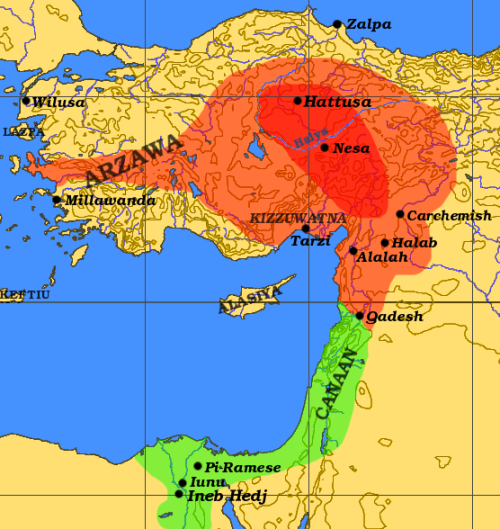
カデシュの位置
ヒッタイトの最盛期の領土（赤）とエジプト（緑）との国境付近

エジプトのラムセス2世は治世4年目にシリア地方北部に侵攻し、ヒッタイトの属国アムル（アムッル）を傘下に治めた。ヒッタイトのムワタリ2世はすぐにアムル奪還を目指し、同盟諸国から軍隊を集めて同地に向かった。進軍途上で2人のヒッタイトのスパイを捕らえたラムセス2世は、ヒッタイト軍がアレッポに居るとの情報をつかみ、防備の薄いうちにカデシュを陥落させようと進軍を速めた。
エジプト軍は、それぞれ神の名を冠したプタハ、セト（ステフ）、アメン（アモン）、ラーの四軍団に分けられていた。ラムセス2世率いるアメン軍団がカデシュに到着した時、強行軍によって後続の個々の軍団の距離が離れてしまっていた。再び二人のヒッタイト人を捕らえたラムセス2世は、先の情報が嘘であること、そしてヒッタイト軍がカデシュの丘の背後に潜んでいることを知ったが、時すでに遅く、ヒッタイトの戦車隊2,500両が後続のラー軍団に攻撃を仕掛けて壊滅させ、その勢いでアメン軍団にも襲い掛かった。エジプト軍の敗勢必至であったが、アムルからの援軍が突如現れ、ヒッタイトを撃退した。エジプト軍は再結集し、戦車隊を破ったが、逃れた戦車隊はオロンテス川を渡って自軍の歩兵部隊と合流した。
戦闘が膠着状態に入り、ムワタリは停戦を申し入れた。ラムセス2世はこれを受諾し、両軍とも兵を退くこととなった。ラムセス2世が負けることはなかったものの、多くの死傷者を出し、領土も獲得できなかった。また、アムルは後に再びヒッタイトの属国となった。

## 遺跡
| 「 | 古の時より、エジプトの偉大なる主とヒッタイトの偉大なる王に関し、神々は条約によってそれらの間に戦争を起こさせなかった。ところが、我が兄、ヒッタイトの偉大なる王、ムワタリの時代、エジプトの偉大な主と戦ったが、しかし、今日この日より、見よ、ヒッタイトの偉大なる王、ハットゥシリは、エジプトとヒッタイトのために、ラー神とセト神が作った、恒久的に戦いを起こさせないための条約に同意する。――我々の平和と友好関係は永久に守られるであろう。――ヒッタイトの子とその子孫は偉大なる主の子とその子孫の間も平和であろう。なぜなら、彼らも平和と友好関係を守って生きるからである。 | 」 |

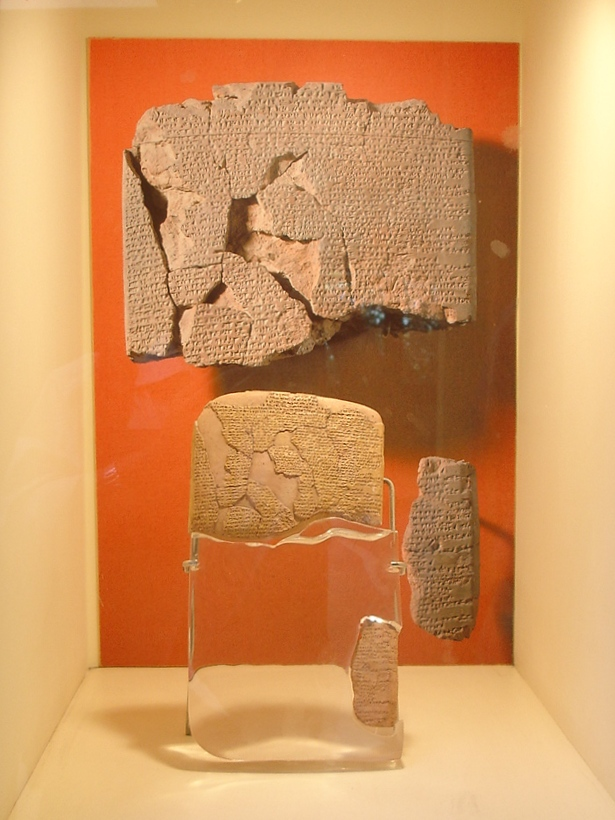
粘土板（イスタンブール考古学博物館蔵）

このハットゥシャから出土した粘土板（イスタンブール考古学博物館蔵）は1970年からそのレプリカが世界最古の和平協定として平和を理念とする国際連合本部ビルの壁面に飾られており、2001年にユネスコ記憶遺産に登録されている。